# 371e régiment d'infanterie (États-Unis)
 (juillet 2017).
Si vous disposez d'ouvrages ou d'articles de référence ou si vous connaissez des sites web de qualité traitant du thème abordé ici, merci de compléter l'article en donnant les références utiles à sa vérifiabilité et en les liant à la section « Notes et références ».
Le 371e régiment d'infanterie était un régiment afro-américain, nominalement une partie de la 93e Division d'infanterie (colorée), qui a servi durant la Première Guerre mondiale.

## Historique
À l'arrivée en France, cette unité a été transférée au commandement français, de sorte que ses décorations sont françaises plutôt qu'américaines. Cette unité était extrêmement bien décorée. Cette unité compte de nombreuses citations individuelles dont croix de guerre et Légion d'honneur.
Le 371e régiment américain a été détaché, tout comme le 372e régiment d'infanterie à la 157e division d'infanterie, qui fut surnommée la 157e Red Hand Division, sous le commandement du général Mariano Goybet. Il participa avec ses deux régiments (371e et 372e) afro-américains à l'offensive Meuse Argonne.

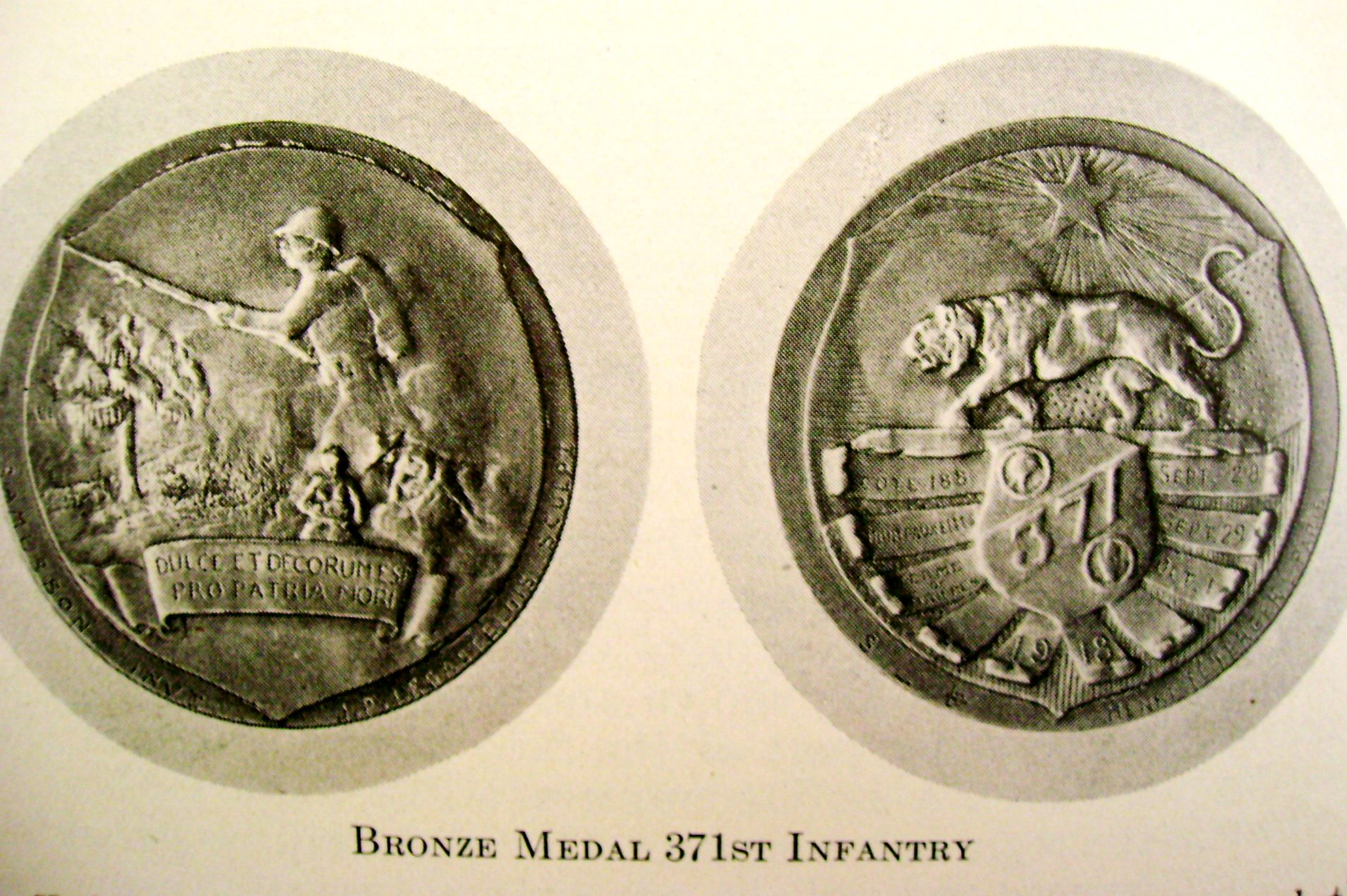
Médaille de Bronze du 371 régiment sous le commandement de la Division du général Français Mariano Goybet (dite Division Main Rouge)

Le 371e a reçu la Army Distinguished Service Medal. Le caporal Freddie Stowers du 1er bataillon du régiment était le seul soldat afro-américain de la Première Guerre mondiale à qui l'on a décerné la Médaille d'honneur.
Le 371e dans l'Offensive Meuse-Argonne  a pris la cote 188, Bussy Ferme, Ardeuil-et-Montfauxelles et Trières Ferme près de Monthois. Le régiment a capturé de nombreux prisonniers allemands, 47 mitrailleuses, 8 engins de tranchées, 3 pièces de campagne de 77 mm, un dépôt de munitions, de nombreux wagons et des quantités énormes de matériel. Il a abattu trois avions allemands au fusil et à la mitrailleuse lors de l'avance. Pendant les combats entre le 28 septembre et le 6 octobre 1918, les pertes, pour la plupart dans les trois premiers jours, ont été de 1 065 sur 2 384 soldats effectivement engagés. Le caporal Freddie Stowers s'est particulièrement distingué à l’assaut de la cote 188 près de Bussy ferme.

## Citation pour laMedal of Honorattribuée àFreddie Stowersdu371erégiment

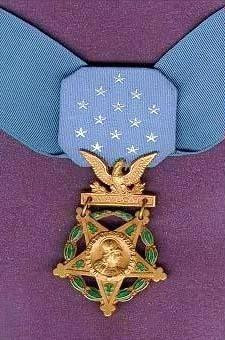
Medal of Honor (Médaille d'Honneur - américaine)

Le caporal Stowers se distingua par son héroïsme exceptionnel le 28 septembre 1918 alors qu’il servait en tant que chef d'escouade au sein de la Compagnie C, 371e Régiment d'Infanterie, 93e Division. Sa compagnie était celle de tête pendant l'attaque de la cote 188, secteur de Champagne-Marne, France, pendant la Première Guerre mondiale. (extrait). Voir citation entière sur Freddie Stowers.
Un monument à cette unité, proche de l'endroit ou Freddie Stower a obtenu la médaille d'honneur, fut érigé dans la région Meuse-Argonne, au Nord de Séchault. Il a été terminé après que le régiment fut retourné aux États-Unis. Durant l'invasion Allemande dans la seconde guerre mondiale, il fut endommagé par l'artillerie.

## Reconnaissance du général Mariano Goybet aux371eet372eR.I. Africains Américains
157 th Division Etat major
Ordre général n°245
Le 12 décembre 1918, le 371 et 372 RI ont été placés à la disposition du haut commandement américain

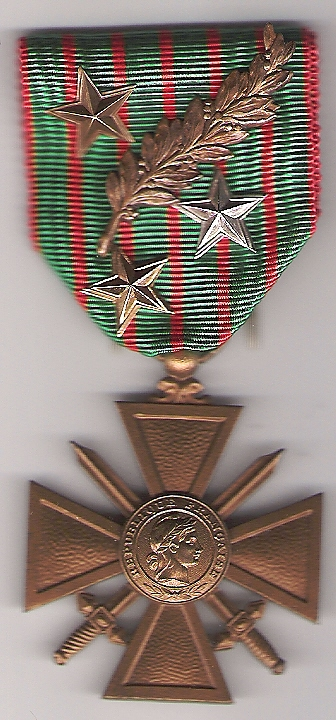
Croix de guerre 1914-1918 française obtenue par le régiment et de nombreux soldats

" Avec un profond sentiment d'émotion de la part de la 157e Division et en mon nom personnel, je viens faire mes adieux à nos braves camarades.
Durant 7 mois, nous avons vécu comme des frères d'armes, S'associant dans les mêmes actions, partageant les mêmes épreuves et les mêmes dangers.
Côte à côte, nous avons participé dans la grande bataille de Champagne qui a été couronnée par une formidable victoire.
La 157e Division n'oubliera jamais l'indomptable énergie, la charge héroïque des régiments Américains sur la crête d'observation et dans les plaines de Monthois.
Les défenses les plus puissantes, les bastions les plus fortement organisés, les barrages d'artillerie les plus lourds, rien ne pouvait les stopper .
Ces régiments extraordinaires surmontèrent tous les obstacles avec le plus grand complet mépris du danger, avec leur dévouement permanent.
La division "main rouge" pendant 9 jours de combat violent fut constamment un modèle d'exception pour l'avance victorieuse de la 4e Armée.
Officiers, sous officiers, et soldats, je salue respectueusement nos soldats qui sont tombés, et je salue vos couleurs, côte à côte avec le drapeau du 333 Régiment d'Infanterie, ils nous ont montré le chemin de la victoire .
Chers amis d'Amérique, quand vous serez de retour de l'autre côté de l'océan, n'oubliez pas la division "main rouge".
Notre fraternité a été cimentée dans le sang des braves et un tel lien ne sera jamais détruit.
Souvenez vous de votre général qui est fier de vous avoir commandé et soyez sur de sa reconnaissance éternelle.
Général Goybet
Commandant la 157e DIVISION
Traduction henri Goybet du livre de E.J. SCOTT The American negro in the world 1919 (chapitre 372nd régiment)